# Dirk Trauner
Dirk Trauner (* 17. April 1967 in Linz) ist ein österreichischer Chemiker.

## Leben
Von 1986 bis 1991 studierte Trauner Biologie und Biochemie an der Universität Wien. 1992 bis 1995 studierte er Chemie an der freien Universität Berlin und fertigte seine Diplomarbeit bei Johann Mulzer an, dem er als Assistent nach Frankfurt und Wien folgte. 1997 schloss er seine Doktorarbeit an der Universität Wien bei Mulzer mit summa cum laude ab. 1998 bis 2000 war er Postdoc am Sloan-Kettering Institut für Krebsforschung in New York City bei S. J. Danishefsky. 2000 bis 2006 war er Assistant Professor und 2006 bis 2010 Associate Professor an der Universität Berkeley in Kalifornien und 2005 bis 2008 am Lawrence Berkeley National Laboratory. Von 2008 bis 2017 war er Professor für Chemische Biologie und Genetik an der Ludwig-Maximilians-Universität München. Seit 2017 hat er den „Janice Cutler Chair in Chemistry“ an der New York University inne.
Trauner ist bekannt für seine Arbeiten zu Naturstoffsynthesen und Photopharmakologie. Er vertritt die Meinung, dass viele biologisch aktive Substanzen auch kleiner molarer Masse bisher nicht entdeckt wurden und befasst sich mit seiner Forschungsgruppe mit der Suche nach diesen und ihrer Totalsynthese. Er gilt als Pionier auf dem Gebiet der Photopharmakologie, der Steuerung der Aktivität biologisch aktiver Substanzen durch Licht, mit möglichen Anwendungen bei Krebstherapie und in der Augenheilkunde.
2011 wurde er als korrespondierendes Mitglied in die Österreichische Akademie der Wissenschaften aufgenommen. 2017 wurde er zum Mitglied der Leopoldina gewählt.

## Auszeichnungen (Auswahl)
- 2004 Amgen Young Investigator Award
- 2005 Novartis Young Investigator Award
- 2008 Roche Excellence in Chemistry Award
- 2013 Kitasato Microbial Chemistry Medal
- 2016 Emil-Fischer-Medaille
- 2016 Otto-Bayer-Preis